# نینا فوت
نینا فوت (انگلیسی: Nina Fout؛ زادهٔ june ۲۳, ۱۹۵۹ (۶۵ سال)) ورزشکار مسابقه اسب‌دوانی اهل ایالات متحده آمریکا است.
وی در مسابقات کشوری و بین‌المللی در مجموع برندهٔ ۱ مدال برنز شده‌است.